# Municipio de Upper Pottsgrove
El municipio de Upper Pottsgrove  (en inglés: Upper Pottsgrove Township) es un municipio ubicado en el condado de Montgomery en el estado estadounidense de Pensilvania. En el año 2000 tenía una población de 4.102 habitantes y una densidad poblacional de 313,7 personas por km².

## Geografía
El municipio de Upper Pottsgrove se encuentra ubicado en las coordenadas 40°17′00″N 75°37′14″O / 40.28333, -75.62056.

## Demografía
Según la Oficina del Censo en 2000 los ingresos medios por hogar en la localidad eran de $70,500 y los ingresos medios por familia eran $75,019. Los hombres tenían unos ingresos medios de $46,006 frente a los $33,875 para las mujeres. La renta per cápita para la localidad era de $25,607. Alrededor del 2,6% de la población estaban por debajo del umbral de pobreza.